# Nexway
 (octobre 2019).
Si vous disposez d'ouvrages ou d'articles de référence ou si vous connaissez des sites web de qualité traitant du thème abordé ici, merci de compléter l'article en donnant les références utiles à sa vérifiabilité et en les liant à la section « Notes et références ».
Nexway est un fournisseur de solutions de commerce digital et de paiement spécialisé dans la monétisation numérique.
Nexway gère la complexité des ventes en ligne et couvre l'ensemble des aspects du commerce électronique pour aider les entreprises à optimiser leurs ventes en ligne et leurs flux de revenus. De l'acceptation des paiements dans le monde entier à la gestion des abonnements et des taxes, vous gagnez du temps et de l'argent tout en développant votre activité sur le marché mondial.
La société compte parmi ses clients Kaspersky, ESET, Bitdefender, Opera et bien d'autres entreprises à travers le monde. Nexway a son siège en France et des bureaux aux États-Unis, au Japon et en Italie.

## Historique
Fondée en 2002 sous le nom de Téléchargement.fr, Nexway opère les ventes en ligne de ses clients éditeurs de logiciels, fournisseurs de services et enseignes de la distribution dans plus de 140 pays.
En janvier 2009, Nexway fait l'acquisition de Boonty, spécialiste de la distribution digitale de jeux vidéo « casual » grand public.
Les deux entreprises se tournent chacune vers le commerce en ligne et proposent des services pour faciliter la vente en ligne de logiciels : panier d’achat, traitement des paiements, gestion des abonnements, de la relation clients, etc.
- En novembre 2017, le groupe suisse TheNative SA entre au capital d’asknet AG en tant qu’actionnaire majoritaire.
- En janvier 2019 asknet acquiert 100% des actions de Nexway SASU.
- En juillet 2019, asknet AG change de nom et devient Nexway AG. Les deux entreprises opèrent depuis sous la même marque.
- En septembre 2019, TheNative SA cède ses parts à la société française StockAccess Holdings SA qui devient actionnaire majoritaire avec 62.62% des parts de Nexway AG.
- En avril 2020, asknet AG vend Nexway Group AG à la société holding suisse BPI, qui devient l'unique actionnaire de Nexway Group AG.